# Brauerei Zum Ochsen (Schnitzlein)
Die Brauerei Zum Ochsen  war eine von zwei existierenden Brauereien in Bieswang, einem heutigen Gemeindeteil der Stadt Pappenheim im mittelfränkischen Landkreis Weißenburg-Gunzenhausen. Neben ihr existierte die heute noch aktive Brauerei Wurm. Die Brauerei Zum Ochsen war in der alten Hausnummer 45 beheimatet und trug früher den Namen oberer Wirt.

## Geschichte
Der Beginn der Brauerei ist unklar, 1814 ist ein Brauer Johann Georg Käfferlein bekannt. 1887 erwarb Johann Michael Schnitzlein das Anwesen inklusive der Brauerei. Als Wirt und Brauer erwarb er sich schnell einen so guten Ruf, dass sein Bier in sechs Gaststätten ausgeschenkt wurde. Sein Sohn Johann Michael übernahm 1910 das Anwesen. 1946 übergab er die Brauerei an seinen Sohn Georg, der 1956 das Brauen aufgab und nur noch die Gaststätte bis 1979 weiterführte. Zur Brauerei gehörte ein Lagerkeller an der Hauptstraße, der aber nie bewirtschaftet wurde.